# Чанде
Чанде су насељено мјесто у саставу дистрикта Брчко, БиХ.

## Становништво
| Националност       | 1991.      |
| Муслимани          | 377 (100%) |
| Хрвати             | 0          |
| Срби               | 0          |
| Југословени        | 0          |
| остали и непознато | 0          |
| Укупно             | 377        |